# Pattinaggio di figura ai III Giochi olimpici invernali - Pattinaggio di figura femminile
La competizione del pattinaggio di figura femminile dei III Giochi olimpici invernali si è svolta i giorni 9 e 10 febbraio allo stadio del ghiaccio Arena di Lake Placid.

## Risultati

### Figure Obbligatorie
Si disputò il 9 febbraio
| Pos. | Concorrente             | Nazione       | Giudici   | Giudici   | Giudici   | Giudici   | Giudici   | Giudici   | Giudici   | TPO    |
| Pos. | Concorrente             | Nazione       | Giudice 1 | Giudice 2 | Giudice 3 | Giudice 4 | Giudice 5 | Giudice 6 | Giudice 7 | TPO    |
| Pos. | Concorrente             | Nazione       | Punti     | Punti     | Punti     | Punti     | Punti     | Punti     | Punti     | TPO    |
| ---- | ----------------------- | ------------- | --------- | --------- | --------- | --------- | --------- | --------- | --------- | ------ |
| 1    | Sonja Henie             | Norvegia      | 201,5     | 188,9     | 197,8     | 199,8     | 190,9     | 196,4     | 195,2     | 1370,5 |
| 2    | Maribel Vinson          | Stati Uniti   | 185,6     | 194,0     | 188,0     | 188,3     | 175,7     | 175,8     | 190,6     | 1298,0 |
| 3    | Fritzi Burger           | Austria       | 188,3     | 181,7     | 191,9     | 188,3     | 180,7     | 177,3     | 183,4     | 1291,6 |
| 4    | Constance Wilson-Samuel | Canada        | 185,6     | 180,9     | 187,8     | 184,1     | 182,6     | 175,8     | 187,4     | 1284,2 |
| 5    | Vivi-Anne Hultén        | Svezia        | 180,2     | 187,3     | 187,6     | 188,7     | 178,2     | 174,7     | 177,0     | 1273,7 |
| 6    | Yvonne de Ligne         | Belgio        | 171,0     | 166,4     | 175,1     | 167,5     | 172,8     | 168,8     | 168,3     | 1189,9 |
| 7    | Megan Taylor            | Gran Bretagna | 167,5     | 164,8     | 176,2     | 162,9     | 170,5     | 167,4     | 168,4     | 1177,7 |
| 8    | Mollie Phillips         | Gran Bretagna | 171,1     | 170,2     | 173,7     | 160,9     | 168,5     | 151,7     | 170,5     | 1166,6 |
| 9    | Cecilia Colledge        | Gran Bretagna | 151,9     | 169,5     | 177,4     | 165,9     | 166,6     | 161,1     | 173,9     | 1166,3 |
| 10   | Suzanne Davis           | Stati Uniti   | 159,9     | 163,3     | 175,1     | 166,3     | 165,8     | 150,1     | 166,8     | 1147,3 |
| 11   | Joan Dix                | Gran Bretagna | 167,7     | 173,8     | 169,4     | 161,2     | 163,1     | 144,4     | 166,4     | 1146,0 |
| 12   | Elizabeth Fisher        | Canada        | 165,6     | 154,1     | 172,6     | 158,4     | 162,9     | 152,2     | 160,3     | 1126,1 |
| 13   | Margaret Bennett        | Stati Uniti   | 165,3     | 156,4     | 164,5     | 157,8     | 159,5     | 148,5     | 163,9     | 1115,9 |
| 14   | Louise Weigel           | Stati Uniti   | 160,3     | 149,6     | 161,6     | 159,7     | 163,3     | 145,6     | 163,7     | 1103,8 |
| 15   | Mary Littlejohn         | Canada        | 162,4     | 148,5     | 160,3     | 148,2     | 159,9     | 141,6     | 156,3     | 1077,2 |

### Figure Libere
Si disputò il 10 febbraio
| Pos. | Concorrente             | Nazione       | Giudici   | Giudici   | Giudici   | Giudici   | Giudici   | Giudici   | Giudici   | TPO   |
| Pos. | Concorrente             | Nazione       | Giudice 1 | Giudice 2 | Giudice 3 | Giudice 4 | Giudice 5 | Giudice 6 | Giudice 7 | TPO   |
| Pos. | Concorrente             | Nazione       | Punti     | Punti     | Punti     | Punti     | Punti     | Punti     | Punti     | TPO   |
| ---- | ----------------------- | ------------- | --------- | --------- | --------- | --------- | --------- | --------- | --------- | ----- |
| 1    | Sonja Henie             | Norvegia      | 135,7     | 131,0     | 130,7     | 136,8     | 129,9     | 135,7     | 132,2     | 932,0 |
| 2    | Fritzi Burger           | Austria       | 128,7     | 121,8     | 128,7     | 122,9     | 124,1     | 122,9     | 126,4     | 875,5 |
| 3    | Maribel Vinson          | Stati Uniti   | 124,1     | 121,8     | 122,9     | 120,6     | 121,8     | 119,4     | 129,9     | 860,5 |
| 4    | Vivi-Anne Hultén        | Svezia        | 121,8     | 121,8     | 118,3     | 125,2     | 122,9     | 119,4     | 126,4     | 855,8 |
| 5    | Constance Wilson-Samuel | Canada        | 125,2     | 120,6     | 121,8     | 119,4     | 121,8     | 118,3     | 120,6     | 847,7 |
| 6    | Yvonne de Ligne         | Belgio        | 113,6     | 95,1      | 110,2     | 109,0     | 97,4      | 111,3     | 116,0     | 752,6 |
| 7    | Megan Taylor            | Gran Bretagna | 113,6     | 87,0      | 110,2     | 104,4     | 104,4     | 105,5     | 109,0     | 734,1 |
| 8    | Margaret Bennett        | Stati Uniti   | 105,5     | 92,8      | 106,7     | 106,7     | 92,8      | 98,6      | 107,8     | 710,9 |
| 9    | Mollie Phillips         | Gran Bretagna | 111,3     | 85,8      | 106,7     | 104,4     | 95,1      | 91,6      | 103,2     | 698,1 |
| 10   | Joan Dix                | Gran Bretagna | 98,6      | 84,6      | 106,7     | 103,2     | 92,8      | 96,2      | 105,5     | 687,6 |
| 11   | Cecilia Colledge        | Gran Bretagna | 90,4      | 83,5      | 110,2     | 107,8     | 81,2      | 107,8     | 104,4     | 685,3 |
| 12   | Elizabeth Fisher        | Canada        | 104,4     | 84,6      | 105,5     | 92,8      | 87,0      | 97,4      | 103,2     | 674,9 |
| 13   | Louise Weigel           | Stati Uniti   | 91,6      | 83,5      | 105,5     | 100,9     | 87,0      | 93,9      | 103,2     | 665,6 |
| 14   | Mary Littlejohn         | Canada        | 104,4     | 74,2      | 104,4     | 97,4      | 63,8      | 91,6      | 98,6      | 634,4 |
| 15   | Suzanne Davis           | Stati Uniti   | 77,7      | 82,3      | 102,0     | 104,4     | 69,6      | 95,1      | 102,0     | 633,1 |

### Classifica finale
La classifica finale è stata determinata dalla regola della maggioranza dei piazzamenti ottenuti dai singoli giudici. Se un pattinatore è stato al primo posto dalla maggioranza dei giudici, il pattinatore è classificato primo in generale, e il processo è stato ripetuto per ogni posto. Se c'era parità si teneva conto di: 1) Totale ordinali, 2) Punti totali, 3) Punti Figure obbligatorie.
| Pos.    | Concorrente             | Nazione       | Giudici   | Giudici   | Giudici   | Giudici   | Giudici   | Giudici   | Giudici   | Giudici   | Giudici   | Giudici   | Giudici   | Giudici   | Giudici   | Giudici   | MP    | TPO | TP     |
| Pos.    | Concorrente             | Nazione       | Giudice 1 | Giudice 1 | Giudice 2 | Giudice 2 | Giudice 3 | Giudice 3 | Giudice 4 | Giudice 4 | Giudice 5 | Giudice 5 | Giudice 6 | Giudice 6 | Giudice 7 | Giudice 7 | MP    | TPO | TP     |
| Pos.    | Concorrente             | Nazione       | Punti     | PO        | Punti     | PO        | Punti     | PO        | Punti     | PO        | Punti     | PO        | Punti     | PO        | Punti     | PO        | MP    | TPO | TP     |
| ------- | ----------------------- | ------------- | --------- | --------- | --------- | --------- | --------- | --------- | --------- | --------- | --------- | --------- | --------- | --------- | --------- | --------- | ----- | --- | ------ |
| Oro     | Sonja Henie             | Norvegia      | 337,2     | 1         | 319,9     | 1         | 328,5     | 1         | 336,6     | 1         | 320,8     | 1         | 332,1     | 1         | 327,4     | 1         | 7×1+  | 7   | 2302,5 |
| Argento | Fritzi Burger           | Austria       | 317,0     | 2         | 303,5     | 4         | 320,6     | 2         | 311,2     | 3         | 304,8     | 2         | 300,2     | 2         | 309,8     | 3         | 4×2+  | 18  | 2167,1 |
| Bronzo  | Maribel Vinson          | Stati Uniti   | 309,7     | 4         | 315,8     | 2         | 310,9     | 3         | 308,9     | 4         | 297,5     | 5         | 295,2     | 3         | 320,5     | 2         | 4×3+  | 23  | 2158,5 |
| 4       | Constance Wilson-Samuel | Canada        | 310,8     | 3         | 301,5     | 5         | 309,6     | 4         | 303,5     | 5         | 304,4     | 3         | 294,1     | 4         | 308,0     | 4         | 5×4+  | 28  | 2131,9 |
| 5       | Vivi-Anne Hultén        | Svezia        | 302,0     | 5         | 309,1     | 3         | 305,9     | 5         | 313,9     | 2         | 301,1     | 4         | 294,1     | 5         | 303,4     | 5         | 7×5+  | 29  | 2129,5 |
| 6       | Yvonne de Ligne         | Belgio        | 284,6     | 6         | 261,5     | 6         | 285,3     | 8         | 276,5     | 6         | 270,2     | 7         | 280,1     | 6         | 284,3     | 6         | 5×6+  | 45  | 1942,5 |
| 7       | Megan Taylor            | Gran Bretagna | 281,1     | 8         | 251,8     | 10        | 286,4     | 7         | 267,3     | 9         | 274,9     | 6         | 272,9     | 7         | 277,4     | 8         | 5×8+  | 55  | 1911,8 |
| 8       | Cecilia Colledge        | Gran Bretagna | 242,3     | 14        | 253,0     | 9         | 287,6     | 6         | 273,7     | 7         | 247,8     | 13        | 268,9     | 8         | 278,3     | 7         | 4×8+  | 64  | 1851,6 |
| 9       | Mollie Phillips         | Gran Bretagna | 282,4     | 7         | 256,0     | 8         | 280,4     | 9         | 265,3     | 10        | 263,6     | 8         | 243,3     | 12        | 273,7     | 9         | 5×9+  | 63  | 1864,7 |
| 10      | Joan Dix                | Gran Bretagna | 266,3     | 12        | 258,4     | 7         | 276,1     | 12        | 264,4     | 12        | 255,9     | 9         | 240,6     | 13        | 271,9     | 10        | 6×12+ | 75  | 1833,6 |
| 11      | Margaret Bennett        | Stati Uniti   | 270,8     | 9         | 249,2     | 11        | 271,2     | 13        | 264,5     | 11        | 252,3     | 10        | 247,1     | 10        | 271,7     | 11        | 6×11+ | 75  | 1826,8 |
| 12      | Suzanne Davis           | Stati Uniti   | 237,6     | 15        | 245,6     | 12        | 277,1     | 11        | 270,7     | 8         | 235,4     | 14        | 245,2     | 11        | 268,8     | 12        | 5×12+ | 83  | 1780,4 |
| 13      | Elizabeth Fisher        | Canada        | 270,0     | 10        | 238,7     | 13        | 278,1     | 10        | 251,2     | 14        | 249,9     | 12        | 249,6     | 9         | 263,5     | 14        | 4×12+ | 82  | 1801,0 |
| 14      | Louise Weigel           | Stati Uniti   | 251,9     | 13        | 233,1     | 14        | 267,1     | 14        | 260,6     | 13        | 250,3     | 11        | 239,5     | 14        | 266,9     | 13        | 4×13+ | 92  | 1769,4 |
| 15      | Mary Littlejohn         | Canada        | 266,8     | 11        | 222,7     | 15        | 264,7     | 15        | 245,6     | 15        | 223,7     | 15        | 233,2     | 15        | 254,9     | 15        | 7×15+ | 101 | 1711,6 |